# كيريل كاربوف
كيريل كاربوف هو لاعب كرة قدم روسي في مركز الدفاع، ولد في 28 فبراير 1997 في كورياجما في روسيا. لعب مع شينيك ياروسلافل.

## وصلات خارجية
- كيريل كاربوف على موقع قاعدة بيانات كرة القدم.إي يو (الإنجليزية)
- كيريل كاربوف على موقع Soccerway.com (الإنجليزية)